# Odorín
Odorín este o comună slovacă, aflată în districtul Spišská Nová Ves din regiunea Košice. Localitatea se află la altitudinea de 439 m deasupra n.m., se întinde pe o suprafață de 9,14 km2 și în 2017 număra 955 de locuitori.

## Istoric
Localitatea Odorín este atestată documentar din 1263.

## Demografie
| An:                | 1994 | 2004   | 2014   | 2024   |
| ------------------ | ---- | ------ | ------ | ------ |
| Număr de persoane: | 841  | 892    | 952    | 1013   |
| Diferență:         |      | +6,06% | +6,72% | +6,40% |

| An:                | 2023 | 2024   |
| ------------------ | ---- | ------ |
| Număr de persoane: | 1016 | 1013   |
| Diferență:         |      | −0,29% |